# مایلو (نام)
مایلو نام کوچک و نام خانوادگی  مذکر است که ممکن است به موارد زیر اشاره کند:
- مایلو
- میلو جوکانوویچ
- مایلو اوشی
- میلو ونتیمیگلیا
- مایلو یناپولس
- ساندرا میلو
- مایلو پرسمن